# Carola Bluhm

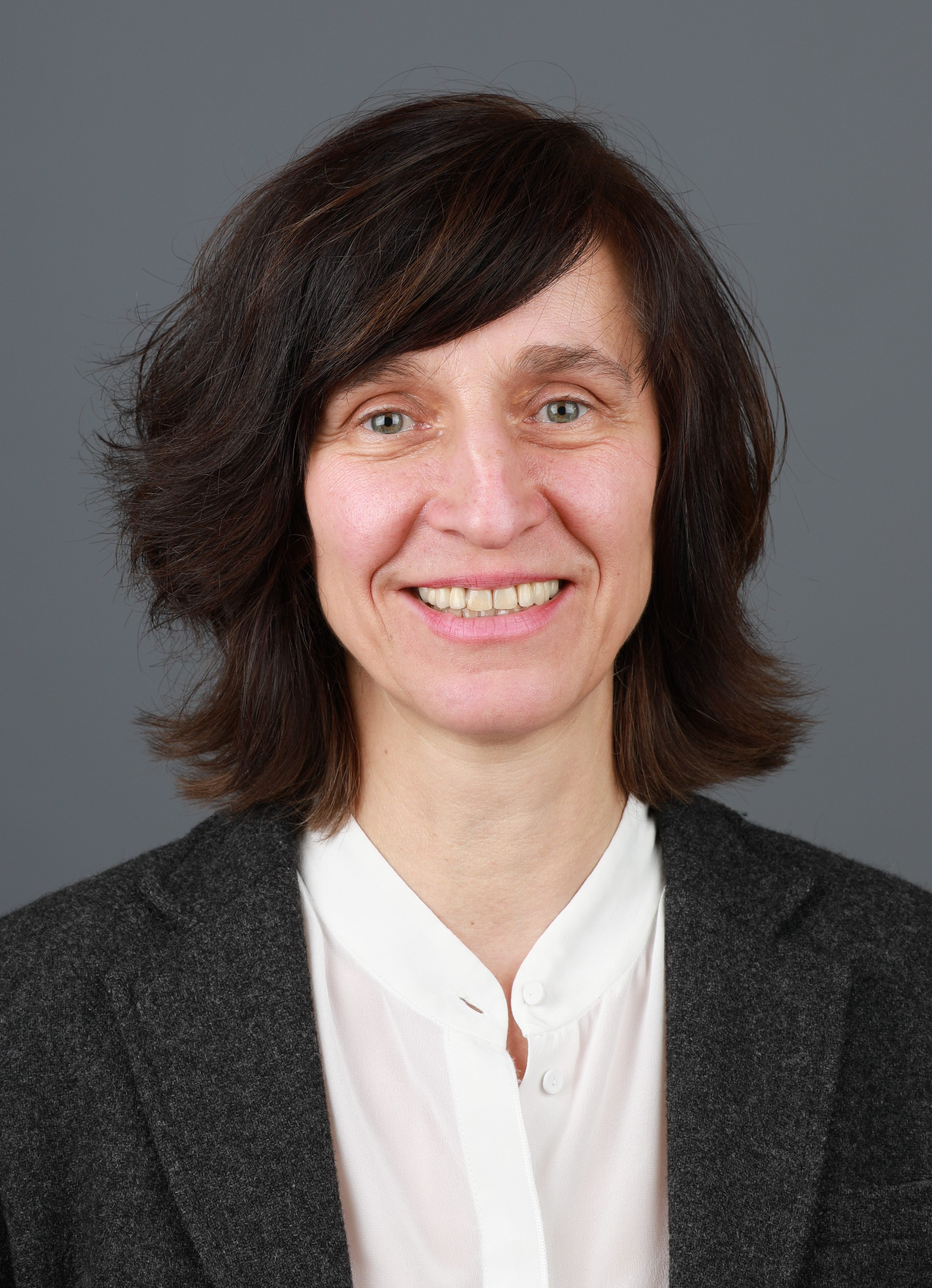
Carola Bluhm (2017)

Carola Bluhm (* 16. November 1962 in Ost-Berlin; bis 2005 verheiratete Freundl) ist eine deutsche Politikerin (Die Linke). Sie war von 1991 bis 2021 Mitglied des Abgeordnetenhauses von Berlin und von 2016 bis 2020 Fraktionsvorsitzende. Sie gehörte von 2009 bis 2011 als Senatorin für Integration, Arbeit und Soziales erstmals dem Senat von Berlin an.

## Ausbildung und Berufstätigkeit
1982 schloss sie eine Berufsausbildung mit Abitur ab und wurde Facharbeiterin für Obstproduktion (Gärtnerin). Von 1982 bis 1987 studierte sie Soziologie an der Humboldt-Universität zu Berlin und schloss als Diplom-Soziologin ab. In den Jahren 1987 bis 1991 war sie wissenschaftliche Assistentin im Institut für sozialistische Wirtschaftsführung-Leichtindustrie an der Hochschule für Ökonomie Berlin. Im Jahr 1990 wurde sie mit einem einfachen Anschreiben der Hochschule in die sogenannte „Warteschleife“ geschickt. Ein halbes Jahr später wurde sie arbeitslos.
Während ihres Studiums wurde ihre Tochter Marie geboren, 1988 ihr Sohn Max. 
Während der Wendezeit wurde sie Mitglied im Unabhängigen Frauenverband. Sie ist Mitglied im Humanistischen Verband Deutschlands (HVD).

## Politik

### Partei
Von 1982 bis 1990 war sie Mitglied der SED, seit 1990 war sie Mitglied der PDS; seit 2007 Mitglied der Partei Die Linke.

### Abgeordnete
Im Jahr 1990 war sie Mitglied der Stadtverordnetenversammlung von Berlin. Im Jahr 1991 wurde Bluhm Mitglied des Abgeordnetenhauses von Berlin. Von 1995 bis 2001 war sie zusammen mit Harald Wolf eine der beiden Fraktionsvorsitzenden; anschließend stellvertretende Fraktionsvorsitzende. Ab Beginn der 16. Wahlperiode (2006) war sie bis 2009 Vorsitzende der Fraktion. Carola Bluhm wurde im Wahlkreis Mitte 2 direkt gewählt. Zwischen 2004 und 2005 war sie Mitglied der Enquête-Kommission des Abgeordnetenhauses  „Eine Zukunft für Berlin“.
Carola Bluhm war von 2009  bis 2011 als Nachfolgerin der in den Ruhestand verabschiedeten Heidi Knake-Werner Senatorin für Integration, Arbeit und Soziales.
Da mit dem Ergebnis der Berlinwahl 2011 eine Fortsetzung der Rot-Roten Koalition nicht möglich war, bildete die SPD unter Klaus Wowereit eine Koalition mit der CDU, so dass Bluhm mit dem Antritt des vierten Senats Wowereit zusammen mit den anderen Linke-Senatoren aus ihrem Amt schied.
Nach der Berlinwahl 2016 übernahm sie am 11. Oktober 2016 gemeinsam mit Udo Wolf den Fraktionsvorsitz in einer Doppelspitze. Diesen Fraktionsvorsitz legte sie gemeinsam mit Udo Wolf nieder, um den Nachfolgern genug Zeit zu geben, sich auf die Abgeordnetenhauswahl 2021 vorzubereiten.